# أوديت أنابل
أوديت أنابل (بالإنجليزية: Odette Annable) مواليد 10 مايو 1985 في لوس أنجلوس، كاليفورنيا، الولايات المتحدة، هي ممثلة أمريكية بدأت مسيرتها الفنية عام 1990.

## الأعمال

### أفلام
- الإجازة
- المتحولون
- وقريبا الظلام

## روابط خارجية
- أوديت أنابل على موقع IMDb (الإنجليزية)
- أوديت أنابل على موقع روتن توميتوز (الإنجليزية)
- أوديت أنابل على موقع ألو سيني (الفرنسية)
- أوديت أنابل على موقع تيرنر كلاسيك موفيز (الإنجليزية)
- أوديت أنابل على موقع أول موفي (الإنجليزية)
- أوديت أنابل على موقع قاعدة بيانات الأفلام السويدية (السويدية)
- أوديت أنابل على موقع إن إن دي بي (الإنجليزية)
- أوديت أنابل على موقع قاعدة بيانات الفيلم (الإنجليزية)
- أوديت أنابل على موقع كينوبويسك (الروسية)